# Psychokulturalizm
Psychokulturalizm (etnopsychologizm) – termin określający wszelkie próby naukowego ustalenia występowania, zakresu i rodzaju odrębności psychicznych, uwarunkowanych specyfiką danej kultury i grupy etnicznej, a przejawiającej się w skali społecznej.
Dociekania mogą koncentrować się na:
- cechach psychicznych przysługujących w przekonaniu badaczy wszystkim uczestnikom danej kultury ze względu na fakt tego uczestnictwa,
- ogólnych orientacjach i dyspozycjach psychicznych stanowiących ramy umysłowości wszystkich uczestników danej kultury i przez tę kulturę ukształtowanych,
- przekonaniach, obrazach i stereotypach i cech psychicznych, historycznie ukształtowanych w danej kulturze i o danej kulturze oraz sądach o postawach uczestników tej kultury, które choć nie zawsze i nie dla wszystkich mogą być prawdziwe, wywierają jednak wpływ na sądy i zachowania z zewnątrz i od wewnątrz związane z tą kulturą i jej uczestnikami.

## Podstawowe koncepcje psychokulturalizmu

### Podstawowe zagadnienia
Psychokulturalizm opiera się na kilku kluczowych zagadnieniach, dotyczących ludzkiej psychiki i osobowości:
- kształtowanie psychiki jednostki przez życie społeczne i kulturę
- związek między kulturą i osobowością
- kulturowe uwarunkowania cech i zjawisk, które traktowane są jako naturalne
- wpływ życia społecznego na podświadomość
- mechanizm kształtowania się osobowości podstawowej

### Podstawowe pytania w teorii psychokulturalizmu
Psychokulturalizm wyjaśnia między innymi istotę relacji między kulturą i osobowością. teoria psychokulturalizmu odpowiada  na pytanie, czy kultura ,,odbija się’’ w osobowości oraz czy dana kultura wytwarza jakiś dominujący typ osobowości.

### Koncepcja ras
Najwcześniej pojawiły się przednaukowe teorie, przypisujące grupom etnicznym lub klasom społecznym pewne cechy psychiczne ujmowane nawet jako wady i zalety oraz charakteryzujące wszystkich uczestników danej kultury. Były to rozważania analogiczne do dawnej koncepcji ras, według której rasa to zbiór ludzi, odznaczających się pewnymi cechami fizycznymi. Powyższe tezy były najczęściej używane jako uzasadnienie rasizmu oraz ucisku narodowościowego  i klasowego, przy czym ucisk powodował dalsze upośledzenie, a upośledzenie stanowiło dodatkowe uzasadnienie ucisku.

### Koncepcje społeczeństwa i kultury
Bardziej krytyczne i najszerzej rozpowszechnione były dociekania związane z psychologistycznymi koncepcjami społeczeństwa i kultury. Pojawiło się rozróżnienie koncepcji „duszy zbiorowej” oraz koncepcji osobowości kulturowej. Koncepcja „ducha narodu” jako ponadindywidualnej uchwytnej tylko intuicyjnie zasady organicznej, wywodzi się już z myśli Monteskiusza i Johanna Gottfrieda Herdera, a rozwinięcie swe znalazła zwłaszcza w tzw. psychologii ludów. Wilhelm Wundt twierdził, że  należy badać w niej „wszystkie wytwory duchowe, które powołuje do życia ludzka wspólnota i które są w związku z tym niewytłumaczalne w kategoriach tylko świadomości indywidualnej, jako że zakładają wzajemne oddziaływania wielu świadomości. Ta cecha będzie naszym kryterium  wyróżnienia tego, co należy do psychologii ludów”. Jest to zatem, jak stwierdza Jerzy Szacki „założenie cech psychicznych wcześniejszych od interakcji społecznej”. Poglądy te spotkały się z taką samą krytyką, jak wszystkie koncepcje duszy zbiorowej.
Drugie z wyróżnionych ujęć ma bogatsze tradycje. Jego ogólne tezy zyskały dla problematyki etnopsychologicznej stałe miejsce w socjologii i etnologii, ale również nie zostały powszechnie przyjęte ani uznane. Wychodzono w tych dociekaniach z założenia, że proces uspołecznienia (enkulturacja) doprowadza w różnych kulturach do specyficznych zmian zachodzących w psychice. Przyczynę tych odrębności upatrywano we wzorach kultury (Ruth Benedict). Ujęcie, któremu patronowali Edward Sapir i John Dollard, jest znane jako problematyka „kultury i osobowości”. Dla tego nurtu rozważań Jerzy Szacki zaproponował termin psychokulturalizm. Termin ten różni się od etnologii głównie tym, że mniej wyłącznie wiąże odrębności psychiczne z grupami etnicznymi. Studia te określano także jako studia charakteru narodowego. Wiązały się z nimi m.in. badania nad osobowością autorytarną, zwłaszcza w związku z refleksją nad hitleryzmem. W wyniku inspiracji prac Zygmunta Freuda zwrócono się także ku wybranym aspektom wczesnodziecięcego procesu socjalizacji, względnie ku temu, co określono jako „pierwotne” (przeciwstawione „wtórnym”) instytucje kultury.
Na osobowość podstawową składać się miało według Abrama Kardinera to wszystko, co jest przejawem uniwersalnej organizacji psychicznej ludzkości, mimo że prowadzi ona w różnych społecznych sytuacjach wyjściowych do wytworzenia różnych instytucji społecznych i form zachowania. Było to ujęcie zbliżone do rozumienia wzoru kultury, ale u Abrama Kardinera „osobowość podstawowa jest zaledwie kanwą, na jakiej tworzą się osobowości poszczególnych jednostek: stanowi ona jak gdyby głębszą i ukrytą warstwę osobowości”. Tę „podstawową strukturę osobowości” starano się odtwarzać, opierając się na materiale biograficznym i autobiograficznym. Pewną odmianą podstawowej struktury osobowości była osobowość modalna określona na podstawie statystyki cech osobowości. Rekonstrukcje osobowości modalnej mogły powstać nie tylko w związku ze zbiorowościami etnicznymi. Przejawem pewnego krytycyzmu, także w skali etnicznej, było ograniczenie rekonstrukcji cech osobowości do konkretnych klas, warstw, a nawet ról społecznych (osobowość statusowa Ralpha Lintona). Równolegle próbowano też charakterystyk grup etnicznych przez statystyczną analizę wyników testów psychologicznych. Wszystkie te ujęcia nie zyskały jednak aprobaty ani niczego nie rozstrzygnęły, choć nie doprowadziły także do zdecydowanego odrzucenia tego typu refleksji.

## Metody ankietowe w psychokulturalizmie
Ponieważ taki stan rzeczy nie pozwalał na ścisłą operacjonalizację, dlatego też badania z tego zakresu prowadzono przeważnie metodami ankietowymi lub też testowymi. Powstawały w ten sposób statystyczne ujęcia wartościujących przekonań o cechach psychicznych własnej grupy i obcych grup etnicznych, jak gdyby badający, nie chcąc już wypowiadać arbitralnych sądów o kulturowej specyfice cech psychicznych wyręczali się w tym celu respondentami, jakby samo statystyczne ujęcie większej liczby wypowiedzi czyniło je bardziej sensownymi. Zarówno te operacje jak i zasadność posługiwania się w skali społecznej pojęciami charakteru lub osobowości pozostały dyskusyjne.
Układ psychiczny narodu przyjmowany jest w literaturze marksistowskiej jako jeden z elementów definicji narodu. Rozumienie tego pojęcia nie zostało jedna wyczerpująco przeanalizowane. Psychiczny układ narodu to odzwierciedlenie w psychice jego przedstawicieli specyficznych warunków życia narodu, które wyrażają się w narodowych cechach kultury, w rozmaitych dziedzinach życia, pracy, bytu narodu. Zatem chodzi o to, że konkretne uwarunkowania, geograficzne, ekologiczne oraz związane z rodzajem i zakresem przemian cywilizacyjnych i w ogóle historycznych tworzą pewne skumulowane dziedzictwo, także świadomościowe. Te uwarunkowania są podstawą wytworzenia się odrębnych zwyczajów i norm społecznych. Normy te z kolei powodują powstanie odrębnej obyczajowości oraz decydują o tym, które zjawiska kulturowe i w jakim stopniu zyskują obrzędowe i ceremonialne uwznioślenie, a nawet rozbudowane znaczenie symboliczne i mitologiczne. W tych sytuacjach zyskuje najbardziej obiektywne odbicie własny autostereotyp i stopień jego modyfikowania przez własne i cudze heterostereotypy, a zwłaszcza cudze heterostereotypy o własnej grupie. Taki autostereotyp, bez względu na to, w jakim stopniu jest zasadny, tworzy pewien wzór lub antywzór kulturowy, który ukierunkowuje społeczną świadomość i społeczne działania, nawet jeśli nie jest w pełni realizowany wzór taki jest historycznie zmienny i tylko w niektórych elementach kulturowo wspólny, a w niektórych subkulturowo, np. klasowo zróżnicowany; wzór taki może być wartościowany, choć nie uprawnia do wartościowania uznających go społeczeństw}.
Oceniać, a tym bardziej wyjaśniać można tylko konkretne działania społeczne, które są ostatecznie zdeterminowane nie tylko przez ten wzór. Inaczej mówiąc, przekonanie, że tacy jesteśmy a tacy nie jesteśmy jako uczestnicy danej kultury, tworząc pewne wzory i antywzory działania, które mają pewien modyfikujący, choć nie decydujący wpływ na samo działanie. Przekonanie takie jest ukształtowane przez obiektywne, historyczne warunki zewnętrzne i wewnętrzne, a zwłaszcza przez niesłuszne wyciąganie wartościujących wniosków z konfrontacji różnych tożsamości kulturowych. Są to więc kulturowe uwarunkowania świadomości społecznej i działania społecznego w kontekście historycznym danej grupy etnicznej, a nie jak w ujęciu „kultury i osobowości” kulturowe uwarunkowania cech psychicznych.

## Etnopsychologizm a etnopsychologia
Wyjątkowo silne są związki etnopsychologizmu  z subdyscypliną etnologii zwaną etnopsychologią, lub psychologią ludów. Z tą dyscypliną wiążą się (w mniej lub bardziej ścisły sposób) wszystkie badania oraz dociekania, z zakresu etnopsychologizmu. Dyscyplina ta została ustanowiona przez Heymanna Steinthala, który był również założycielem czasopisma „Zeitschrift für Völkerpsychologie und Sprachwissenschaft”. Drugim, z pewnością ważnym czasopismem, jest założona przez Abla Miroglio w roku 1946 „Revue de psychologie des peuples”. Dociekania z zakresu tej subdyscypliny często dotyczą porównawczych badań świadomości, a przede wszystkim obrazów i stereotypów etnicznych.

## Etnopsychiatria
Odrębne i oryginalne propozycje wiążą się z odłamem etnopsychologii zwanej etnopsychiatrią. Ta subdyscyplina widzi z kolei w chorobach psychicznych ważny wskaźnik różnych form i aspektów nieprzystosowania w obcym lub mieszanym środowisku. Doszło nawet do wyodrębnienia osobnej jednostki chorób psychicznych zwanej sinistrozą, charakterystycznej dla sfrustrowanych emigrantów.

## Przedstawiciele

### Franz Boas
Franz Boas, amerykański antropolog, uznawany za ojca antropologii kulturowej w USA, ukazał kulturę jako zbiór obyczajów, instytucji społecznych i przekonań, które nie charakteryzują żadnego konkretnego społeczeństwa. Argumentował przede wszystkim to, iż różnice kulturowe nie powstały ze względu na różnicę ras, lecz spowodowane były różniącymi się warunkami środowiskowymi a także innymi tak zwanymi ,,wypadkami historii”. Ponadto uważał, że kultury posiadają odmienne cechy, jednocześnie podstawowe cechy psychiczne i zasady myślenia są wspólne wszystkim ludziom bez względu na czas i miejsce uch egzystencji. Według niego, cechy te rozwinęły się w różnych miejscach, na pewnej przestrzeni czasowej. Istotne jest to, aby zrozumieć istotę wzajemnych relacji między jednostką ludzką i jej zachowaniem a kulturą i jej poszczególnymi elementami. Trzeba badać wzajemne związki pomiędzy elementami kultury.

Nasz materiał musi być z konieczności materiałem historycznym w najszerszym znaczeniu tego słowa. Musi zawierać historię rozwoju fizycznej budowy człowieka, jego funkcji psychologicznych, umysłu i kultury. Potrzebujemy wiedzy o chronologicznym następstwie form i wglądu w warunki, w których zachodzą zmiany.

Zasadniczym zjawiskiem kulturowym wymagającym badania jako czynnik konstytuujący życie społeczne i decydujący o kształcie systemu kulturowego jest wzajemna relacja pomiędzy jednostką a kulturą. Boas twierdzi, że konieczną i niezbędną rzeczą jest „(...) bazowanie w badaniach życia umysłowego człowieka na studiach historii form kulturowych i na wzajemnych relacjach pomiędzy życiem umysłowym jednostki a kulturą”. To zainteresowanie relacją kultura – jednostka ludzka powoduje, że Franza Boasa należy uznać za prekursora kierunku kultury i osobowości. Osobowość to biologicznie, emocjonalna charakterystyka, która przesądza o sposobie w jaki jednostka reaguje wobec kultury, w której żyje.
Początki kierunku – antropologia osobowości – orientacja konfiguracjonistyczna.
Nacisk na badania terenowe jako na źródło hipotez. 
Socjalizacja – jednostka a system kulturowy (integracja systemu kulturowego i systemu osobowościowego).

### Ruth Benedict
Ruth Benedict definiuje kulturę jako podstawową formę życia. Ponadto opisuje poszczególne kultury posługując się terminami unikalnej konfiguracji kultury lub typu psychologicznego. 
Ogólnie rzecz biorąc, Benedict uznaje kulturę jako:
- konfigurację wzorów.
- rezultat wyborów spośród rozmaitych alternatyw sposobów działania w różnych sytuacjach
- systematyczną i zintegrowaną konfigurację
- podstawowy wzór kulturowy[17].

Jednostka jest uznawana jako produkt kultury, rezultat procesów socjalizacji i jej aktywny współtwórca (determinacja kulturowa dokonuje się w toku socjalizacji). Można zatem stwierdzić, iż w rezultacie powstaje osobowość członka społeczności, której zasadnicze zręby są identyczne u wszystkich członków. Innymi słowy osobowość to przeniesiona na poziom indywidualny kultura.  Wokół przewodniego wzoru grupuje się konfiguracja wzorów będących indywidualnym sposobem reakcji na życiowe sytuacje (jeśli osobowościowe predyspozycje nie zgadzają się z dominującym wzorem, są dewiantami i zmusza się je do podporządkowania lub spycha na margines).
Benedict przyjmowała w swoich rozważaniach założenie, że każda kultura stanowi rezultat szeregu wyborów spośród rozmaitych alternatywnych sposobów działania w różnych sytuacjach. Zdaniem Ruth Benedict jest oczywiste, że kultura nie jest przypadkowym zlepkiem różnych sposobów zachowania, lecz zintegrowaną, harmonijną całością. Dzięki wiedzy o wzorach kultury możemy zrozumieć człowieka, jego osobowość i jego zachowanie, możemy pojąć, dlaczego w danej sytuacji zachowuje się właśnie w taki a nie inny sposób, dlaczego dokonuje określonych wyborów spośród całego bogactwa możliwych reakcji. Według Ruth Benedict jednostka jest zarówno produktem kultury, rezultatem procesu socjalizacji, jak i jej aktywnym współtwórcą. W procesie historycznego kształtowania systemu kulturowego jednostki występują z nowymi propozycjami, wersjami zachowań, z których część zostaje zaadaptowana do systemu. Oczywiście, jednostki nie działają dowolnie, lecz zgodnie z tym, jak zostały przez kulturę poprzedniego pokolenia ukształtowane. Ta determinacja kulturowa dokonuje się w toku socjalizacji, mozolnego wpajania wzorów, które dziecko, a potem młody człowiek internalizuje drogą naśladownictwa i metody kar i nagród. Z rozważań prowadzonych przez Benedict wynika, że widzi ona kulturę i typową osobowość jednostki jako dwie współistniejące konfiguracje odpowiednio w skali makro- i mikrospołecznej, zbudowane  na zasadzie spójnych, zintegrowanych i harmonijnych struktur względem siebie izomorficznych.
We Wzorach kultury Ruth Benedict przyglądała się trzem społecznościom pozaeuropejskim: 
- Kwiakiutlom (Indianie zamieszkujący północno-zachodnie wybrzeże Kanady) – kultura dionizyjska, cechuje ich brak umiaru, gwałtowność, współzawodnictwo o prestiż, nastawienie na emocje i konkurencję.
- Zuni (Indianie zamieszkujący Nowy Meksyk)- kultura apollińska, łagodni, pokojowi, pozbawieni elementów rywalizacji.
- Dobuańczykom (Indianie z wyspy Dobu)-  społeczność paranoidalna, jej członkowie okazali się być podejrzliwi, lękliwi, niezrównoważeni. Benedict zauważyła istniejącą wśród nich podstępną i ukrytą rywalizację[17].

### Margaret Mead
Według Margaret Mead (uczennica oraz współpracownica Ruth Benedict), jednostka jest zdeterminowana przez kulturę, jej osobowość stanowi rezultat procesu socjalizacji w danej kulturze i w danej epoce. Nie oznacza to jednak, że jednostka jest dla Mead nieważna w jej analizie kultury. Przeciwnie, właśnie proces wzrastania człowieka, przechodzenia przez kolejne pozycje i role w społeczności, uczenie się wzorów i ich wypełnianie stanowi dla niej główny przedmiot zainteresowań. Każda jednostka ludzka ma swoje indywidualne cechy, które sprzyjają bądź przeszkadzają przyjęciu określonych wzorów zachowania. Monografie terenowe autorstwa Margaret Mead są z założenia poświęcone wychowaniu, stanowią rozumiejący opis wzrastania i dojrzewania młodych pokoleń w różnych od europejskiej kulturach. Późniejsze prace Mead są w znacznej części poświęcone psychologii dziecka i psychicznym procesom towarzyszącym dojrzewaniu.

## Teoria freudowska
Freudowska teoria ewolucji kultury należy już do historii myśli antropologicznej i nigdy właściwie nie zyskała szerokiego uznania. Tym natomiast, co przesądziło o przemożnym wpływie Freuda na nowoczesną humanistykę, była jego psychologia i, ogólnie znana, teoria osobowości ukazująca sprzeczność pomiędzy naturą ludzką i tym, co zgodne z jej potrzebami, a społeczeństwem i normami kulturowymi. Kultura jest, w tym rozumieniu, mechanizmem represjonującym naturalne potrzeby człowieka, jest przeciwna „prawdziwemu” człowiekowi. Na miejsce stłumionych naturalnych skłonności kultura wprowadza swoje własne wzory, ideały i normy. Rozwój psychiki jednostkowej jest w mikroskali odpowiednikiem rozwoju kultury, przechodząc poprzez stadia od niemowlęcia do dojrzałości.

### Abram Kardiner
Psychoanalityk Abram Kardiner zbudował zakorzeniony w tradycji freudowskiej model osobowości i procesu jej kształtowania oraz ogólny model kultury. Zgodnie z wszechwładnym w ówczesnej antropologii duchem funkcjonalizmu  zbudował model homeostatyczny, opisujący mechanizm funkcjonowania kultury i socjalizacji jednostek ludzkich. Kardiner  próbował odpowiedzieć na pytanie o strukturę kultury i relacje pomiędzy kulturą a jednostką ludzką, usiłował wyjaśnić, z jednej strony, powstanie osobowości społecznej członka danej kultury, a z drugiej, charakter ludzkich działań.

## Szkoła kultury i osobowości
Od czasów Boasa do czasów Geertza kultura była stale przedmiotem ogólnego zainteresowania antropologii amerykańskiej (która później odeszła od statycznej abstrakcji na korzyść podejścia bardziej dynamicznego). Nie znaczy to, że zawsze panowały jednolite poglądy na to, czym jest „kultura”. Alfred Kroeber i Clyde Kluckhohn w znanym opracowaniu dokonują przeglądu ponad stu definicji sformułowanych przez antropologów, filozofów, krytyków literackich i innych. Dzielą definicje antropologiczne na sześć grup: opisowe (oparte na treści kultury), historyczne (kładące nacisk na tradycję), normatywne (akcentujące normy), psychologiczne (które dotyczą uczenia się lub rozwiązywania problemów), strukturalne (mające do czynienia ze wzorami) i genetyczne (na przykład kultura jako produkt bycia człowiekiem, albo po prostu jako to, czego nie mają zwierzęta). Według Alana Barnarda z ich przeglądu wynika, że istnieje wyjątkowe bogactwo poglądów na temat tego, co może składać się na kulturę.
Kultura, to produkt historycznych doświadczeń danego ludu. Jest to także całość umysłowych i fizycznych reakcji oraz działań, które zbiorowo oraz indywidualnie charakteryzują zachowania jednostek tworzących grupę społeczną w stosunku do środowiska naturalnego, innych grup, własnej grupy i samego siebie. Antropologia zajmuje się przede wszystkim badaniem faktów kulturowych jako elementów kultury.

### Założenia metodologiczne szkoły kultury i osobowości
Szkoła kultury i osobowości wykreowała założenia, takie jak:
- strategia indukcyjna – od szczegółu do ogółu
- atomizm – do zrozumienia kultury potrzebna jest skompletowana lista jej cech, konieczność badania genezy poszczególnych cech kultury
- psychologizm – wszelkie zjawiska kulturowe winny być wyjaśnione przez odwołanie się do stanów świadomości człowieka
- relatywizm – kulturę należy mierzyć jej własną miarą, należy ją badać od wewnątrz, wniknąć w jej specyfikę i nie wartościować przez pryzmat kultury własnej
- antydeterminizm – nie można wyjaśniać rzeczywistości w sposób jednokierunkowy, nie buduje się schematów ewolucyjnych, gdyż w kulturze wszystko na siebie oddziałuje, nie istnieją prawa dotyczące wewnętrznej budowy kultury.